# Бель-Прері-Сіті (Іллінойс)
Бель-Прері-Сіті (англ. Belle Prairie City) — місто (англ. town) в США, в окрузі Гамільтон штату Іллінойс. Населення — 49 осіб (2020).

## Географія
Бель-Прері-Сіті розташований за координатами 38°13′24″ пн. ш. 88°33′21″ зх. д. / 38.22333° пн. ш. 88.55583° зх. д. (38.223449, -88.555831).  За даними Бюро перепису населення США в 2010 році місто мало площу 1,16 км², уся площа — суходіл.

## Демографія
Згідно з переписом 2010 року, у місті мешкали 54 особи в 23 домогосподарствах у складі 15 родин. Густота населення становила 47 осіб/км².  Було 27 помешкань (23/км²).
Расовий склад населення:
| - 100,0 % — білих |

До двох чи більше рас належало 0,0 %. Частка іспаномовних становила 0,0 % від усіх жителів.
За віковим діапазоном населення розподілялося таким чином: 24,1 % — особи молодші 18 років, 55,5 % — особи у віці 18—64 років, 20,4 % — особи у віці 65 років та старші. Медіана віку мешканця становила 40,5 року. На 100 осіб жіночої статі у місті припадало 116,0 чоловіків;  на 100 жінок у віці від 18 років та старших — 115,8 чоловіків також старших 18 років.
Середній дохід на одне домашнє господарство  становив 59 625 доларів США (медіана — 60 833), а середній дохід на одну сім'ю — 69 289 доларів (медіана — 73 750). За межею бідності перебувало 3,3 % осіб, у тому числі 0,0 % дітей у віці до 18 років та 0,0 % осіб у віці 65 років та старших.
Цивільне працевлаштоване населення становило 27 осіб. Основні галузі зайнятості: будівництво — 33,3 %, виробництво — 14,8 %, роздрібна торгівля — 11,1 %, фінанси, страхування та нерухомість — 11,1 %.